# برنارد دويوغو
برنارد دويوغو (بالإنجليزية: Bernard Dowiyogo)‏ (و. 1946 – 2003 م) هو سياسي من ناورو .